# Drepanoperas
Drepanoperas é um gênero de traça pertencente à família Arctiidae.